# Archosargus rhomboidalis
Archosargus rhomboidalis is een straalvinnige vissensoort uit de familie van de zeebrasems (Sparidae). De wetenschappelijke naam is gepubliceerd in 1758 door Linnaeus in de tiende editie van Systema naturae.